# Carl Hans Lungershausen
Carl-Hans Lungershausen (Darmstadt, 20 luglio 1886 – Darmstadt, 27 dicembre 1975) è stato un generale tedesco.

## Biografia
Nell'agosto 1914 divenne tenente del 24º reggimento dragoni e combatté durante la prima guerra mondiale sul fronte orientale. In servizio nell'8º reggimento di cavalleria della Heer dal 1936 al 1939.
Nel settembre 1939 prese parte all'invasione della Polonia con la 18. Infanterie-Division. Promosso Oberst nel 1940, divenne nel giugno 1941 comandante del 7. Panzergrenadier-Regiment con cui prese parte all'operazione Barbarossa. Il 19 gennaio 1942 fu decorato dell'Ordine militare della Croce Tedesca in oro.
Dal 1º aprile 1942, sempre in Russia, fu comandante della 7. Panzergrenadier-Brigade.
Poco dopo fu assegnato al Deutsches Afrikakorps e fu al comando del 164. leichte Infanterie-Division da agosto 1942 a gennaio 1943.
Da ottobre 1942 era divenuto intanto Generalmajor. Ebbe un ruolo di primo piano nella seconda battaglia di El Alamein.
Inviato in Sardegna, fu Comandante della 90. Panzergrenadier-Division da maggio a dicembre 1943. Promosso Generalleutnant il 1º settembre 1943. Con l'armistizio dell'8 settembre 1943, trattò con il comandante italiano della regione, generale Antonio Basso, l'evacuazione pacifica delle truppe tedesche dalla Sardegna in Corsica.
Lì, sotto il generale Fridolin von Senger und Etterlin, comandante delle forze tedesche in Sardegna e Corsica la sua divisione combatté aspramente contro le forze italiane e francesi e poi inviata in continente per il disarmo delle truppe italiane.
Nel dicembre 1943 fu inviato per sei mesi al Führerreserve. Dal luglio 1944 fu nominato Ispettore delle unità italiane della Wehrmacht operanti nell'"Oberbefehlshaber Südwest" di Albert Kesselring. fino al 1º marzo 1945, quando fu sollevato dall'incarico e richiamato in Germania.